# 양유 (당나라)
양유(楊儒, ? ~ ?)는 당나라 말기의 군인으로, 서주 팽성현 사람이다. 군벌 진경선 휘하의 대장이었으나, 다른 군벌 왕건에게 투항하여 그의 양자가 되어 왕종유(王宗儒)로 개성·개명하였다.

## 행적
대순 원년 1월 15일(임인일)(890년 2월 8일), 영평군(永平軍)절도사 왕건이 공주(邛州)를 공격하였다. 검남서천절도사 진경선은 대장 양유를 보내어 3천 명의 병력을 이끌고 공주자사 모상을 도와 성을 지키게 하였다. 모상은 성 밖으로 출격하여 왕건군과 싸웠으나, 패전을 거듭하였다. 성 위에 올라가 왕건의 군대가 강성한 것을 본 양유는 탄식하며 말하였다.
| “ | 당나라의 국운은 다하였다. 왕공(王公; 왕건)은 군대를 엄정하면서도 잔혹하지 않게 다스리고 있으니, 반드시 백성들을 보호할 수 있을 것이다! | ” |

그러고는 마침내 자신의 부대를 이끌고 성 밖으로 나와 왕건에게 투항하였다. 왕건은 그를 양자로 삼고, 왕종유(王宗儒)로 개성·개명시켜 주었다.

### 내용주
1. ↑  진경선이 절도사로 통제하던 검남서천도에서 공주(邛州)·촉주(蜀州, 現 사천성 성도시의 현급시 숭주시)·여주(黎州, 現 사천성 아안시 한원현)·아주(雅州, 現 사천성 아안시) 4주를 분할하여 신설한 번진(藩鎭)으로, 본부는 공주로 내정되어 있었다.
2. ↑  現 사천성 성도시의 현급시 공래시. 공식적으로는 영평군 소속 및 치소(治所; 본부 소재지)로 내정되어 있었으나, 이 시점에서는 아직 사실상 검남서천도 관하에 속해 있었다.

### 참조주
1. 1 2 3 4 5 6  오임신(吳任臣), 《십국춘추》 권37 전촉5 열전
2. ↑  중앙연구원 음양력 변환기
3. 1 2  오임신(吳任臣), 《십국춘추》 권35 전촉1 고조본기 上
4. 1 2 3 4 5  사마광, 《자치통감》, 권258 당기74
5. 1 2 3 4 5  호삼성, 《자치통감음주》, 권258 당기74
6. 1 2 3 4 5  엄연(嚴衍), 《자치통감보(資治通鑑補)》 권258 당기74 소종 성목경문효황제(聖穆景文孝皇帝) 상-상 中 대순 원년(경술, 890), 광서 2년(1876) 상주 사보루(思補樓) 교정인쇄본 《자치통감보》(136), 12/105.
7. 1 2 3 4 5  (대만) 백양 역 (1993년 7월). 〈군벌혼전(軍閥混戰)〉. 《현대어문판 자치통감》 (중국어) 63 1판. 북경: 중국우의출판공사(中國友誼出版公司). 11-12쪽. ISBN 7-5057-0502-4.

## 출전
- 오임신(吳任臣), 《십국춘추》 권39
- 사마광, 《자치통감》 권258
- 호삼성, 《자치통감음주》 권258